# Sävsjö (Gemeinde)
Koordinaten: 57° 24′ N, 14° 40′ O

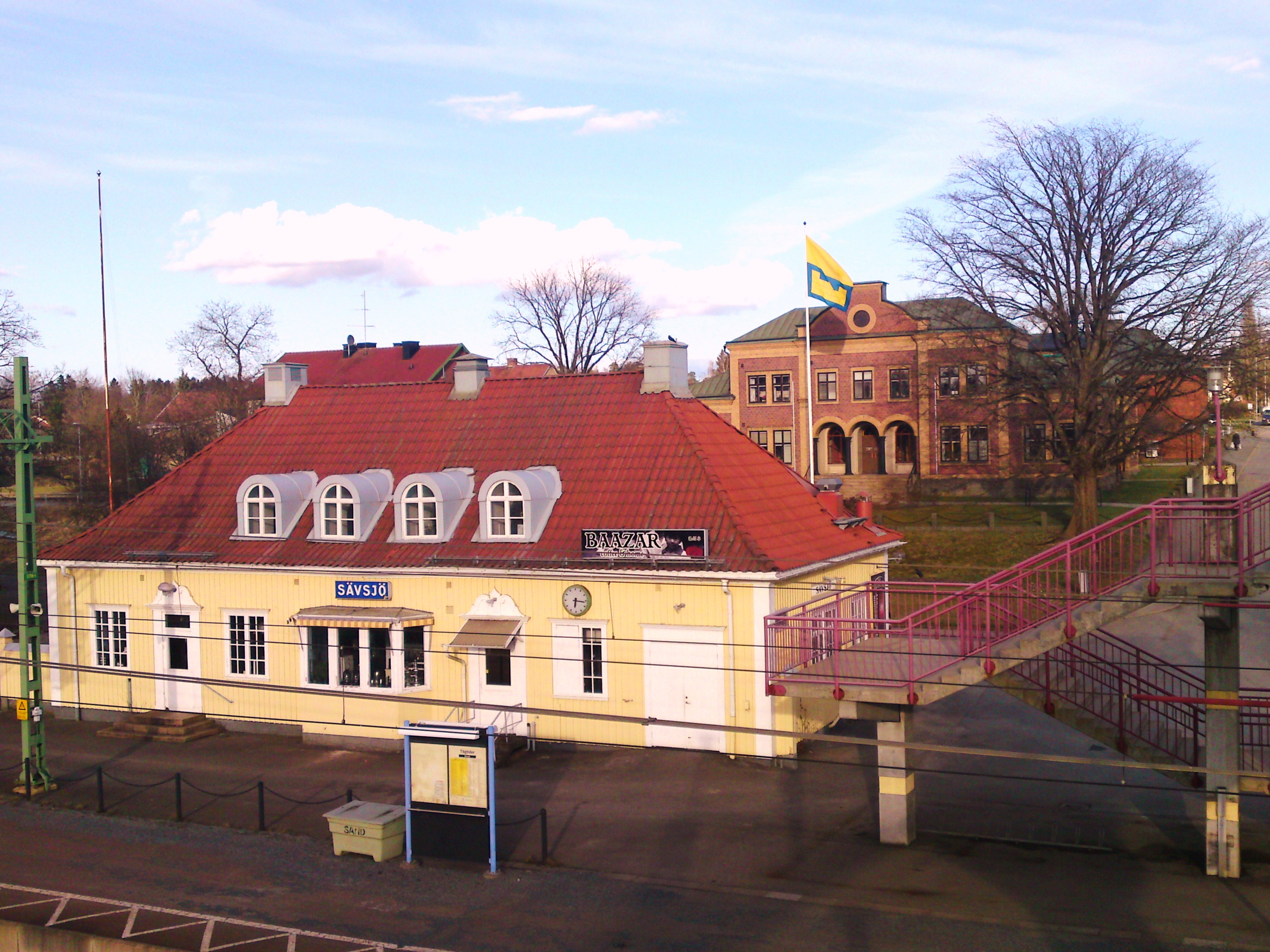
Bahnhof in Sävsjö, im Hintergrund das Rathaus

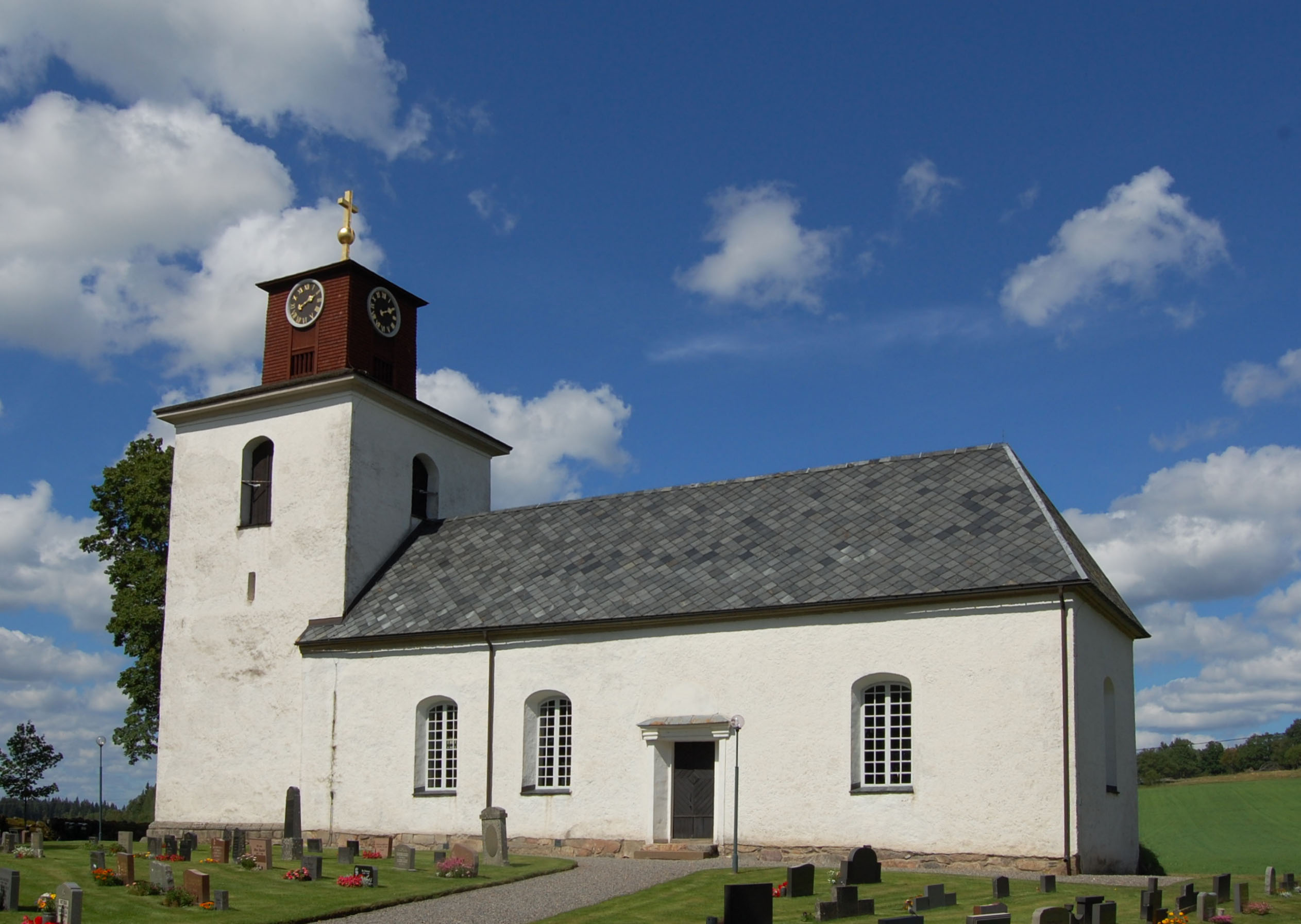
Kirche von Skepperstad

Sävsjö ist eine Gemeinde (schwedisch kommun) in der schwedischen Provinz Jönköpings län und der historischen Provinz Småland. Der Hauptort der Gemeinde ist Sävsjö.

## Geographie
Das Gebiet der Gemeinde wird von den Hügeln des Südschwedischen Hochlandes, umfangreichen Waldgebieten und einer Vielzahl von Seen geprägt. Zu den größeren Seen gehören der Allgunnen im Süden sowie Vallsjön, Linnesjön und Frissjön im Osten. Darüber hinaus gibt es diverse kleinere Seen wie den Skärsjön. Größere Flussläufe sind der Bodaån der Lillån und der Vrigstadsån. Aufgrund einer Sage um ihre Entstehung ist auch die kleine Sankt-Siegfried-Quelle bekannt.
Von Nord nach Süd verläuft die Bahnlinie Södra stambanan durch die Gemeinde, wobei die Ortslagen von Sävsjö, Stockaryd und Rörvik berührt werden. Ebenfalls in Nord-Süd-Richtung durchquert der Wanderweg Höglandsleden von Sävsjö über Hultsjö
bis nach Äpplaryd das Gemeindegebiet.

## Wappen
Beschreibung: Im von Gold und Blau geteiltem Wappen eine dreireihige goldene Mauer mit drei Zinnen.

## Orte
Ortschaften (tätorter) der Gemeinde sind Rörvik, Sävsjö, Stockaryd und Vrigstad. Als Småorter bestehen Hultagård und Hylletofta. Bis 2005 galt auch Hjälmseryd als Småort. Darüber hinaus gibt es viele kleinere Dörfer und Weiler, so unter anderem Hultsjö, Komstad, Norra Ljunga und Skepperstad.
Im Südwesten des Gemeindegebiets liegt das Dorf Möcklehult. Der Schriftsteller Peter Nilson beschrieb Möcklehult in seinem Buch Den gamla byn (deutsch: Das alte Dorf).

## Sehenswürdigkeiten
Im Gemeindegebiet befinden sich diverse prähistorische Grabanlagen und Runensteine, so die bronzezeitliche
- Röse Drakaröret,
- das Gräberfeld von Femtinge, das Gräberfeld von Hultsjö, das Gräberfeld von Hjälmseryd, das Gräberfeld von Hylletofta, das Gräberfeld von Mostugan, das Gräberfeld von Norra Ljunga, das Gräberfeld von Skärsjö, das Gräberfeld von Skrapstad, das Gräberfeld von Stockaryd, das Gräberfeld von Uppkåra, das Gräberfeld von Västragården, das Gräberfeld von Vrigstad und das Gräberfeld von Hjärtnäs.
- Als Runensteine sind der Sibbestenen, Terlestenen, Vallsjöstenen und der Västragårdstenen zu erwähnen.
- Darüber hinaus gibt es mehrere auf das 12. Jahrhundert zurückgehende romanische Kirchen. Bei Gamla Hjälmseryd im Westen der Gemeinde befindet sich die Kirche von Gamla Hjälmseryd. Weitere Kirchen sind die Alte Kirche von Vallsjö, die Kirche von Hylletofta, die Kirche von Norra Ljunga, die Kirche von Hjärtlanda und die Kirche von Skepperstad. Jüngeren Datums sind die Kirche von Hjälmseryd, die Kirche von Hultsjö, die Kirche von Stockaryd, die Neue Kirche von Vallsjö und die Kirche von Vrigstad.
- Die Schlossruine Eksjöhovgård befindet sich südöstlich des Ortes Sävsjös auf einer Insel im See Eksjöhovgårdssjö.

Mit dem Gamla Bankgården in Vrigstad verfügt die Gemeinde auch über ein Bankmuseum. In Draget bei Rörvik befindet sich das Schulmuseum Dragets skolmuseum. Ein Feuerwehr- und ein Schuhmachermuseum sind in Sävsjö angesiedelt.
Das etwas westlich von Sävsjö gelegene Dorf Komstad ist in Teilen als Freilichtmuseum gestaltet. Der Sanatorieskogen ist ein als Naherholungsgebiet genutzter Wald und Park in Sävsjö.